# Keratsa de Bulgaria
Keratsa María de Bulgaria (en búlgaro: Кераца-Мария; 1349-1390) fue una princesa de Bulgaria durante el Segundo Imperio búlgaro y emperatriz de Bizancio. 
Keratsa María fue la hija del zar Iván Alejandro y su segunda esposa Teodora. La madre de Keratsa era una judía convertida a la fe ortodoxa, llamada también Teodora. La princesa Keratsa era la hermana del zar Iván Shishman y de la princesa Kera Tamara, que se casó con sultán otomano Murad I en 1371.
El 17 de agosto de 1355 Keratsa se casó con Andrónico IV Paleólogo, que fue emperador de Bizancio, 1376-1379. Keratsa y Andrónico IV Paleólogo tuvieron varios hijos, entre ellos Juan VII Paleólogo.
Después de la muerte de su marido, Keratsa se convirtió en monja bajo el nombre religioso de Makaria y murió en o después de 1404.